# Melanterius minor
Melanterius minor – gatunek chrząszcza z rodziny ryjkowcowatych i podrodziny Molytinae.
Gatunek ten opisany został w 1913 roku przez Arthura Millsa Lea.
Chrząszcz o ciele długości 2,75 mm, ubarwionym czarniawobrązowo z ryjkiem, czułkami i stopami trochę jaśniejszymi. Spód ciała i odnóża z białawymi szczecinkami. Głowa z niezbyt cienkim, dość długim, gęsto punktowanym, opatrzonym żeberkiem środkowym ryjkiem i oczami o rozstawie mniejszym niż jego nasada. Trzonek czułka prawie tak długi jak funiculus, osadzony w 2/5 długości ryjka, licząc od wierzchołka. Na prawie tak długim jak szerokim przedpleczu gęste punktowanie. Pokrywy w obrysie podługowato-sercowate. Wąskie rzędy pokryw utworzone przez owalne punkty. Międzyrzędy szersze, punktowane, słabo listewkowate, z tyłu przechodzące w ostro listewkowate. Po każdej stronie każdego międzyrzędu rządek drobnych, białych szczecinek. Ząbki na udach umiarkowanej wielkości.
Ryjkowiec australijski, podawany z okolic Sydney w Nowej Południowej Walii.